# Monika Kneip
Monika Kneip (* 6. September 1952 in Wadgassen (Saarland)) gehörte in den 1970er Jahren zu den besten deutschen Tischtennisspielerinnen. Sie gewann die deutsche Meisterschaft im Doppel.

## Jugend
Ab 1961 spielte Monika Kneip Tischtennis im Verein TTC Ramsharde. Bei deutschen Jugendmeisterschaften kam sie 1969 und 1970 jeweils auf Platz zwei. Im Doppel erreichte sie 1968 das Endspiel (mit Hannelore Wörtche), in den beiden folgenden Jahren holte sie hier den Titel (1969 mit Brigitte Scharmacher, 1970 mit Sieglinde Prell). 1970 gewann sie auch im Mixed zusammen mit Manfred Baum den Meistertitel.
1970 erreichte sie bei den Jugendeuropameisterschaften in Teesside im Doppel mit Sigrid Hans das Endspiel, wo sie gegen die Ungarinnen Eszther Juhos/Henriette Lotaller (HUN) unterlagen.

## Erwachsene
1971 wechselte Kneip zum VfL Osnabrück, von 1973 bis 1975 trat sie für den TSV Nord Harrislee an. Seit 1975 spielt sie bei Weiß-Rot-Weiß Kleve.
Bei den deutschen Meisterschaften errang die viermal Platz 2: 1970 hinter Diane Schöler, 1971 und 1972 jeweils hinter Wiebke Hendriksen sowie 1982 hinter Ursula Hirschmüller-Kamizuru. Im Doppel gewann sie 1978 mit Wiebke Hendriksen den Meistertitel, fünfmal verlor sie im Endspiel (1975 mit Kirsten Krüger, 1976, 1979 und 1980 jeweils mit Wiebke Hendriksen, 1983 mit Sabine Bötcher). Mit Jochen Leiß wurde sie 1974 und 1977 Meister im Mixed.
1977 und 1980 belegte sie Platz 1 im Bundesranglistenturnier DTTB-TOP-12, an dem sie 16 mal in Folge teilnahm.
1969 wurde sie erstmals für eine Weltmeisterschaft nominiert, allerdings spielte sie in Dortmund nur in den Individualwettbewerben. Zwischen 1972 und 1980 absolvierte sie 18 Länderspiele. Bei den Weltmeisterschaften 1973, 1975 und 1979 wurde sie auch in der Damenmannschaft eingesetzt. Für die WM 1977 wurde sie lediglich als Ersatz nominiert, kam jedoch nicht zum Zuge.
1974, 1976, 1978 und 1980 war sie bei Europameisterschaften vertreten. Ihr größter Erfolg dabei war der dritte Platz 1976 in Prag im Doppel mit Agnes Simon.
Mit Osnabrück wurde sie in der Saison 1972/73 Deutscher Mannschaftsmeister. Diesen Erfolg wiederholte sie 1980 mit WRW Kleve. Deutscher Pokalsieger der Mannschaften wurde sie 1974 mit Ramsharde und 1975 mit Harrislee. 1976 und 1979 gewann sie mit Kleve den ETTU-Nancy-Evans-Cup (europäischer Messepokal). 2007 spielte sie noch mit der 2. Mannschaft von Kleve in der Oberliga.

## Senioren
Monika Kneip war bei vielen nationalen und internationalen Seniorenturnieren erfolgreich. So gewann sie bei der Senioren-WM 1994 in Melbourne mit Jutta Trapp das Doppel Ü40, im Einzel wurde sie Vizeweltmeisterin. Bei der WM 2006 in Bremen holte sie Silber im Doppel Ü50 mit Kirsten Krüger-Trupkovic.
1995, 1997, 1998 und 2006 gewann sie die deutsche Seniorenmeisterschaft im Einzel. Im Doppel holte sie von 1994 bis 1997 viermal in Folge den Titel mit ihrer Partnerin Rose Diebold, 2000 mit Roswitha Beyerinck. Im Mixed (Ü50) siegte sie 2011 mit Manfred Nieswand.
2014 wurde sie bei den Senioren-Weltmeisterschaften in Auckland sowohl im Einzel als auch im Doppel mit Gerda Kux-Sieberath Vizeweltmeisterin in der Klasse Ü60.

## Funktionär
Monika Kneip war von 1997 bis 2001 Damenwartin im Westdeutschen Tischtennis-Verband (WTTV).

## Privat
Von Beruf ist Monika Kneip kaufmännische Angestellte. Im November 1976 heiratete sie Dieter Stumpe (* 1949), den späteren Pressewart des WTTV, und trat danach unter dem Namen Kneip-Stumpe an. Anfang der 1980er Jahre spielte sie in Kleve in einer Damenmannschaft Fußball, später beim Verein Concordia Goch.

## Turnierergebnisse
| Verband | Veranstaltung                         | Jahr | Ort       | Land | Einzel    | Doppel     | Mixed     | Team |
| ------- | ------------------------------------- | ---- | --------- | ---- | --------- | ---------- | --------- | ---- |
| FRG     | Europameisterschaft                   | 1976 | Prag      | TCH  |           | Halbfinale |           |      |
| FRG     | Jugend-Europameisterschaft (Junioren) | 1970 | Teeside   | ENG  |           | Silber     |           |      |
| FRG     | Weltmeisterschaft                     | 1979 | Pyongyang | PRK  | Qual      | letzte 64  | Qual      | 9    |
| FRG     | Weltmeisterschaft                     | 1975 | Calcutta  | IND  | letzte 64 | letzte 32  | letzte 32 | 10   |
| FRG     | Weltmeisterschaft                     | 1973 | Sarajevo  | YUG  | letzte 32 | letzte 32  | letzte 32 | 7    |
| FRG     | Weltmeisterschaft                     | 1969 | München   | FRG  | letzte 64 | Qual       | letzte 64 |      |